# Snowbirds
Snowbirds – zespół akrobacyjny Kanadyjskich Sił Powietrznych, który powstał 25 czerwca 1971 w wojskowej bazie lotniczej Moose Jaw w Kanadzie. Grupa powstała z inicjatywy pilotów z bazy. W tym samym roku zatwierdzono istnienie grupy jako zespół akrobacyjny Snowbirds. Od samego początku grupa wykorzystuje samoloty szkolne Canadair CL-41 Tutor produkcji Kanadyjskiej, pomalowane w narodowe barwy oraz wyposażone w tzw. wytwornice dymów.  

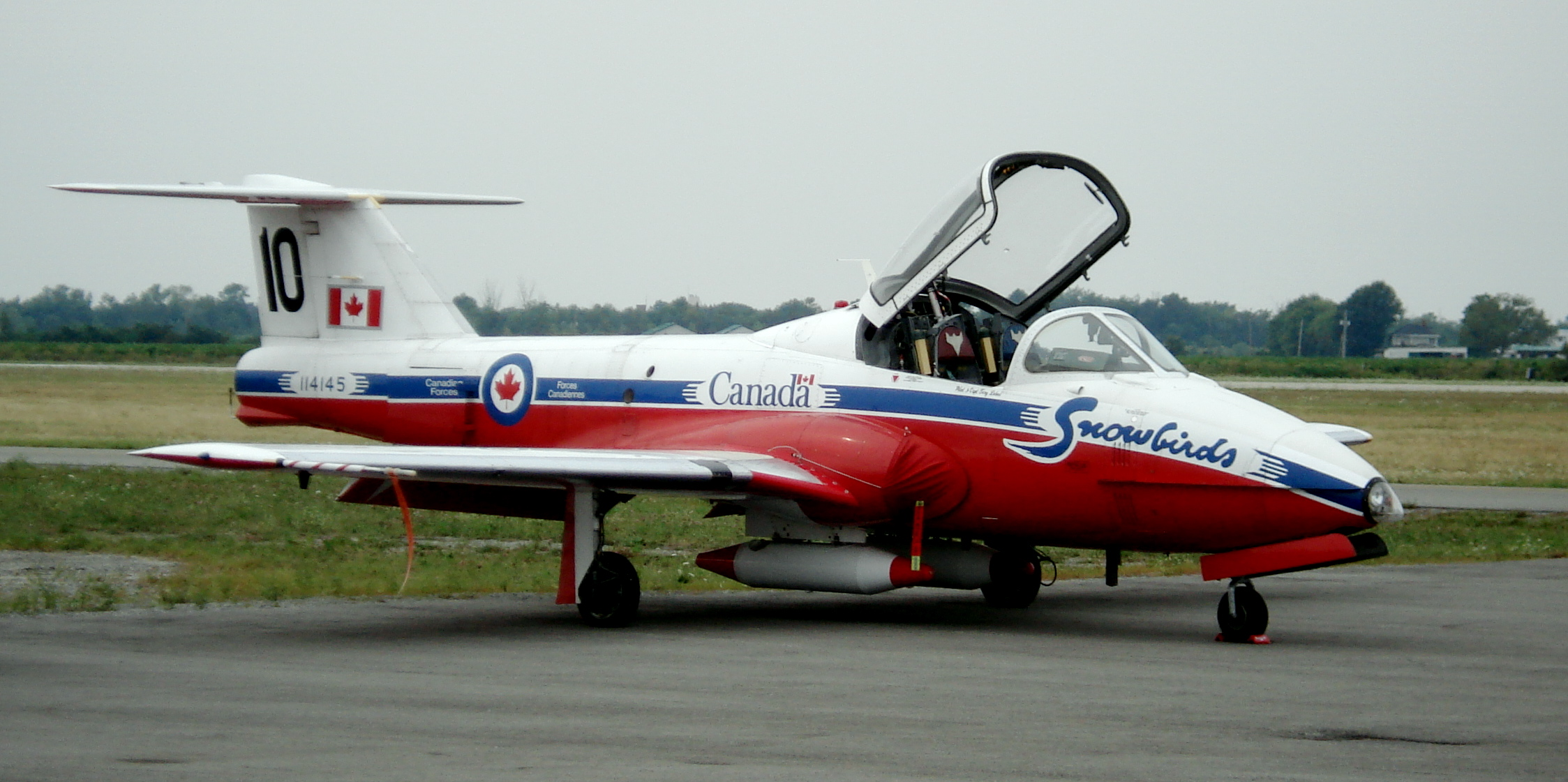
Canadair CL-41 Tutor w barwach zespołu

## Wypadki i katastrofy
- 9 października 2008 – tragicznie zakończył się brawurowy przelot na małej wysokości kanadyjskiej grupy akrobacyjnej „Snowbirds”. Jeden z samolotów, lecący zaledwie 70 metrów nad ziemią, niespodziewanie odłączył się od reszty grupy i uderzył w ziemię. Dwie osoby zginęły. Jednym z zabitych był doświadczony pilot kanadyjskich sił powietrznych, drugim – lecący wraz z nim fotograf. Obaj ponieśli śmierć na miejscu. Do wypadku doszło w czwartek po południu w Saskatchewan, 2 kilometry na północny zachód od macierzystej bazy 15 Wing Moose Jaw. Komisja Ministerstwa Obrony Narodowej Kanady prowadzi śledztwo w sprawie ewentualnej przyczyny katastrofy. Na obecnym etapie brane są pod uwagę dwie przyczyny tragedii: awaria samolotu lub błąd pilota. W postępowaniu pojawiła się też informacja, iż tuż przed wypadkiem zauważono co najmniej jeden otwierający się spadochron, jednak członkowie komisji nie chcą na razie tego komentować. Świadek, obserwujący wypadek z ziemi, widział smugę dymu ciągnącą się za samolotem, który uległ katastrofie.